# 프란츠 로트
프란츠 로트(Franz Roth, 1946년 4월 27일, 바이에른주 메밍겐 ~ )는 전 독일의 축구 선수로, 선수 시절 바이에른 뮌헨 소속으로만 활약하였다. 그는 독일 축구 국가대표팀 일원으로 4경기 출장하였고, 강력한 피지컬 능력으로 인해 "황소" (the Bull)이라는 별명을 얻었다.
로트는 큰 경기에 강한 모습을 보였다. 특히 바이에른 뮌헨에 있어서 가장 중요한 골들을 득점하였다. 그는 레인저스 FC와의 1967년 UEFA 컵 위너스컵 결승전의 연장전에서 결승골을 득점하였고, 팀의 첫 유럽대항전 트로피를 획득하는 데 큰 공을 세웠다. 이후, 유러피언컵 1974-75의 결승전에서 리즈 유나이티드를 상대로 한 경기에서도 선제골을 득점하며 빛을 발하였다. 로트는 리즈 미드필더 빌리 브렘너와의 중원 싸움에서 우위를 점하였다. 1년 후, 유러피언컵 1975-76 결승전에서도 생테티엔을 상대로 57분에 득점하였고, 이 골은 바이에른에 1-0 승리를 가져다주었으며, 유러피언컵 3연패와 트로피 영구 소유에 혁혁한 공을 세웠다.
로트는 바이에른 뮌헨 역사상 가장 위대한 선수 중 하나로 손꼽히며, 올스타 팀에 투표되었다.

## 수상
- DFB-포칼: 1965-66, 1966-67, 1968-69, 1970-71.
- UEFA 컵 위너스컵: 1966-67
- 분데스리가: 1968-69, 1971-72, 1972-73, 1973-74, 1979-80, 1980-81.
- 유러피언컵: 1973-74, 1974-75, 1975-76.
- 인터콘티넨털컵: 1976.
- 트로페오 산티아고 베르나베우: 1979, 1980.
- 트로페오 인테르나시오날 시우다드 데 테라사: 1972